# جنوب كينتون (محطة مترو أنفاق لندن)
جنوب كينتون (بالإنجليزية: South Kenton)‏ هي إحدى محطات مترو أنفاق لندن. تقع على خط بيكرلو أفتتحت في المنطقة (Zone) رقم 4 في 03 يوليو 1933.